# Сбор пожертвований
Сбор поже́ртвований (фандре́йзинг  или фандра́йзинг,  транслитерация англ. fundraising) — сбор средств или ресурсов для организации или проекта. Фандрайзинг не ограничивается деньгами, этим методом можно привлечь любые ресурсы — финансы, технологии, инструменты, оборудование, персонал.
Фандрайзинг привлекает сторонние ресурсы для реализации социально значимых задач, культурных проектов или поддержания существования организации. Процесс сбора пожертвований включает в себя поиск потенциальных жертвователей, в роли которых могут выступать как частные лица, так и компании.

## Принцип
В большинстве случаев термин фандрейзинг употребляется по отношению к деятельности некоммерческих организаций (НКО), собирающих средства на социально значимые цели. Как правило, жертвователей разделяют на спонсоров, доноров и меценатов. Спонсором может выступать как частное лицо, так и организация, помощь которых бывает безвозмездная и возмездная. Последняя предполагает распространение или популяризацию информации о спонсоре, договор пожертвования оформляется за упоминание о бренде. Донор — частное лицо или организация, делающая безвозмездные пожертвования или спонсирующая гранты на конкурсном основании. Меценатами являются частные лица, совершающие безвозмездные пожертвования.
Сборы разделяются на адресные просьбы и программную деятельность. Адресные сборы привлекают большее количество людей, так как направлены на помощь конкретному человеку, чаще всего — испытывающему проблемы со здоровьем. Программные сборы организуются для спонсирования социальных сервисов или масштабных программ. Затраты на зарплаты сотрудников и привлечённых специалистов, а также косвенные траты могут быть включены в любой вид сборов. Примерами могут служить программы по реабилитации людей с инвалидностью и социальной адаптации детей, оставшихся без попечения родителей, а также организации регулярной добровольческой помощи в больницах. Передача пожертвований может осуществляться как с помощью безналичного расчёта, так и через наличные платежи. Как правило, оформить пожертвование можно через кассу организации, банк или специально установленный терминал.

## Виды фандрейзинга

### Волонтёрский фандрейзинг
Волонтёрский фандрейзинг является стратегией сбора средств через личные связи существующих сторонников организации. Зачастую осуществляется через участие в крупных благотворительных концертах и марафонах. Классическими примерами волонтёрского фандрейзинга в мире можно назвать Movember, Ice Bucket Challenge, Sleep out, Race for Life. Сбор средств с помощью добровольцев считается одной из самых эффективных фандрейзинговых стратегий из-за личных отношений между добровольцами и жертвователями.

### Краудфандинг
Под краудфандингом понимается коллективное сотрудничество людей, добровольно объединяющих денежные или другие ресурсы для поддержки проектов как организаций, так и других людей. Сбор пожертвований через краудфандинг может осуществляться как на поддержку политических кампаний, финансированию стартап-компаний и малого предпринимательства, созданию свободного программного обеспечения, так и получению прибыли от совместных инвестиций. Главным принципом краудфандинга является заявление цели и определение точного подсчёта денежных средств для её достижения. Как правило, подобный вид сбора средств осуществляется через интернет, вся информация о сборе находится в общем доступе.
Лидерами крупных краудфандинговых проектов стали водонепроницаемые часы Pebble, компьютерная игра «Prison Architect», платформа для создания онлайн-сервисов Эфириум.

## Классификация
Существуют четыре основных источника сбора средств:
- Пожертвования частных лиц — наиболее развитая сфера российского фандрейзинга, по данным 2018 года, 39 % НКО привлекали средства частных доноров. В 2008 году эта доля составляла только 30 %. По сравнению, в США частные пожертвования составляют только 10 % бюджета благотворительных и некоммерческих организаций[16]. Чаще других жертвуют люди с неполным высшим и высшим образованием и высоким уровнем дохода, проживающие в крупных городских центрах. Важным фактором, влияющим на благотворительное поведение, является религиозность — больше всего жертвуют мусульмане, а меньше всего нерелигиозные люди[5][17].
- Гранты от агентств, фондов или корпораций — гранты, выделяемые на поддержку социальных проектов[5][17]. Согласно исследованиям Центра исследований гражданского общества и некоммерческого сектора НИУ ВШЭ, в 2018-м 33 % НКО получали государственные гранты или субсидии[5][17][18]
- Продажи и услуги — массово организуемые мероприятия по предоставлению услуг потенциальным жертвователям. Вырученные доходы идут на осуществление обозначенной цели[5][17][19].

### Основные методы сбора пожертвований в России
- Грантовые конкурсы — получение денег строго на цели проекта, разработанного для этого конкурса[5].
- Личные встречи с донорами — фандрейзинговая стратегия, включающая в себя встречи с потенциальными жертвователями. Например, на оживлённых улицах[5][20].
- Публичные мероприятия и акции — как правило, денежные средства с публичных мероприятиях идут на общественно важные цели. Мероприятиями могут быть концерты, лотереи, открытые обеды или марафоны[5].
- Журналистский фандрейзинг — написание текстов, которые привлекают внимание к социально значимой проблеме и собирают средства на её решение[5].
- Ящики-копилки для сбора пожертвований — располагаются в проходных местах ящики для сбора средств с учреждений[5].
- Массовые рассылки и телефандрейзинг — бумажные и электронные рассылки, содержащие информацию о сборе и просьбы о пожертвовании[5][21].
- Пожертвования от сотрудников компаний — метод осуществления сбора средств через сотрудников крупных компаний, которые либо оформляют единоразовое пожертвование, либо участвуют в постоянной акции[5].
- Кобрендинг — благотворительные отчисления с продаж определённых товаров[5][22].
- SMS-пожертвования — отправление кода на определённый номер, списанные со счёта средства перечисляются на указанное дело[5].
- Сбор средств через интернет — сформированные в интернете просьбы о пожертвованиях[5].

## История

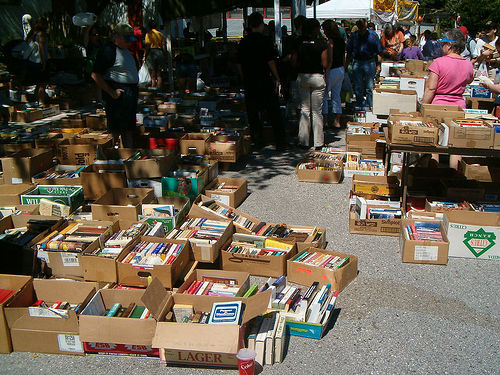
Сбор пожертвований через фестиваль по продаже книг, 2005 год

Практики сбора пожертвований на социально значимые цели берут начало в XVII-XVIII веках. Одними из первых крупных меценатов того времени стало европейское семейство Медичи, которое спонсировало научные открытия эпохи Возрождения. Другим примером является семья Ротшильдов, на протяжении всего XX века владевшая самым большим состоянием в мире и регулярно жертвовавшая на благотворительность. Сам термин «фандрейзинг» возник в США в XIX—начале XX веках для обозначения сбора пожертвований на социальные проекты «третьего сектора» — область экономики, объединяющая негосударственные организации. В то время сектор занимался задачами, которые игнорировали частные и государственные структуры. Так, в 1900 году был осуществлён первый крупный фандрейзинговый проект, организованный Чарльзом Вордом и Фрэнком Пирсом для построения здания христианской волонтёрской организации ИМКА в Вашингтоне. В 1931 году на основе донорских пожертвований был основан Нью-Йоркский общественный фонд, жертвователи которого самостоятельно определяли на что должны пойти средства.
Начиная с 1950 годов удельный вес НКО в «третьем секторе» США значительно возрос, что позволило выделить фандрейзинг в отдельную управленческую дисциплину. После окончания экономического кризиса 1973 года государство сократило финансирование НКО, в результате чего последние стали использовать различные виды фандрейзинговых стратегий. В настоящее время в США существует развитый институт благотворительности — к концу XX века было зарегистрировано более 1,6 миллиона НКО, общий бюджет которых составлял 800 миллиардов долларов . Также распространены пожертвования компаний и крупных предпринимателей. Так, основатель социальной сети Facebook Марк Цукерберг пожертвовал более 45 миллиардов долларов на общественно важные проекты. Активной благотворительной деятельностью также занимается компания Apple, которая ежегодно тратит около 30 миллионов долларов. Предприниматель Уоррен Баффет является одним из главных жертвователей в мире — с 2006 года по настоящее время он передал на благотворительность более 30 миллиардов долларов.

### Россия
На протяжении столетий на Руси основной формой оказания помощи обездоленным была милостыня. Она была не только при монастырях и крупных храмах. Великий князь Киевский Владимир Святославич предложил «всякому нищему и убогому приходить на княжеский двор, брать кушанье, и питье, и деньги из казны». Также, он повелел сделать телеги, куда клали хлеб, мясо, рыбу, овощи, мед в бочках, квас и возили по городу, раздавая больным и нищим. Аналогично поступали и другие князья.
Там не менее, это была пусть и щедрая, но личная милостыня князя, а не деятельность государства. Милостыня подаётся тому, кто протягивает руку, даже если просящий имеет возможность работать и делает из своей нужды вариант промысла. Одним из первых шагов к выявлению тех, кто без помощи сам заработать не может, стал указ Ивана Грозного «О милостыне», в котором ставилась задача выявить во всех городах «престарелых и прокажённых», построить для них богадельни, обеспечить их одеждой.
Начиная с XVII века благотворительность была соединена с системой общественного призрения в России — государство стало организовывать богадельни и госпитали для беспризорников. В это же время императорская семья стала поощрять жертвования среди представителей своего двора, на их деньги часто создавались детские приюты и школы. Начиная с XVIII века многие крупные деятели начали безвозмездно вкладываться в развитие искусства.
К середине XIX века благотворительность была тесно связана с частной деятельностью купцов и предпринимателей. В XVIII—XIX веках крупными учреждениями, построенными на частные средства, стали Голицынская больница, Первая градская больница, Шереметевский дом, Мариинская больница. Вкладывая деньги в образование и культуру, многие предприниматели также рассчитывали на увеличение квалифицированных работников, которые смогли бы овладеть новым оборудованием и технологиями. Благотворительность и меценатство распространялись на целые семьи, в их число входили Демидовы, Строгановы, Мамонтовы, Морозовы. На деньги меценатов были созданы крупные центры культуры, такие как Третьяковская галерея, Московский Художественный театр, Московская опера.

#### Современность

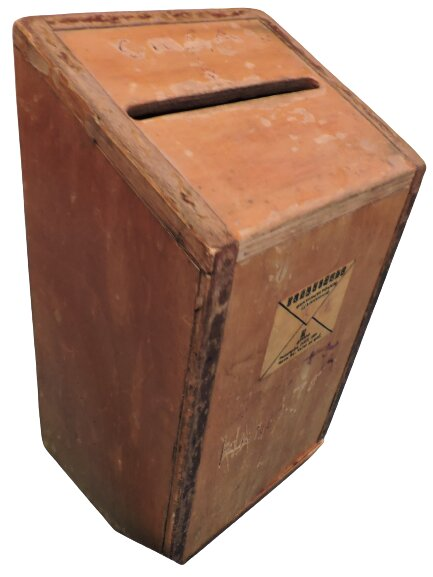
Ящик для сбора пожертвований в одной из российских церквей, 2018 год

В 1995 году Госдума приняла Федеральный закон «О некоммерческих организациях», регулирующий деятельность НКО. К началу 2000-х в стране было зарегистрировано более 485 000 некоммерческих организаций. В то время общая направленность деятельности организаций состояла в развитии социокультурной сферы — школ, музеев, библиотек. Благотворительные фонды зачастую работали с РПЦ и поддерживали детские дома и музеи. Если в течение первого десятилетия государство принимало участие в финансировании деятельности НКО, то к концу 1990-х из-за усиления экономического кризиса поддержка некоммерческого сектора была сведена к минимуму. В том числе были ограничены налоговые льготы для организаций. По этой причине перед многими НКО встал острый вопрос по развитию стратегий сбора средств для финансирования их деятельности.
Согласно исследованию фонда КАФ, за последние годы уровень благотворительности в России значительно вырос, в том числе и среди представителей среднего класса. Так, более половины жителей страны регулярно делают пожертвования, в том числе и в форме милостыни. Одним из самых популярных способов совершения денежных пожертвований является отправка SMS на короткие номера (68 %), установка ящиков для пожертвований (63 %) и покупка товаров, средства с продажи которых направляются на благотворительность (13,3 %). В то же время эксперты отмечают рост сферы волонтёрского фандрейзинга.
По данным РБК, сбор пожертвований составляет более 40 % от ежегодных поступлений в бюджет Русской православной церкви. В эту категорию попадают пожертвования людей на совершение религиозных практик, таких как крещение, венчание, освящение, а также услуг — поминовение или чтение акафистов. Более того, в храмах зачастую стоят ящики для пожертвований, собранные деньги с которых хранятся у приходского казначея и затем частично отчисляются в епархии.
Неразвитыми сферами благотворительности в России остаются помощь людям в тяжёлой жизненной ситуации: ВИЧ-позитивным, химически зависимым, отбывшим срок наказания и эмигрантам. Это связано с общим недоверием к НКО и неблагоприятной законодательной средой. Так, принятый в 2012 году законопроект «О некоммерческих организациях» значительно сократил деятельность НКО, часть из которых были признаны «иностранными агентами». В их число вошли Левада-Центр, региональная организация помощи беженцам и вынужденным переселенцам «Гражданское содействие», центр изучения политических репрессий «Мемориал» и другие. Наложенные ограничения повлияли на статус организаций и сокращение их бюджета.